# 삭스토릅스스코겐
삭스토릅스코겐(Saxtorpsskogen)은 스웨덴 스코네주 란스크로나 시에 속한 지역이다. 란스크로나 시의 남쪽 끝에 위치하며 넒이는 126 헥타르로 2010년 기준 인구는 789명이다.